# Monroe County, West Virginia
Monroe County är ett administrativt område i delstaten West Virginia, USA, med 13 502 invånare. Den administrativa huvudorten (county seat) är Union. 

## Geografi
Enligt United States Census Bureau har countyt en total area på 1 227 km². 1 226 km² av den arean är land och 1 km²  är vatten. 

### Angränsande countyn
- Greenbrier County - nord
- Alleghany County, Virginia - nordöst
- Craig County, Virginia - öst
- Giles County, Virginia - syd
- Summers County - väst